# Kubahabicht

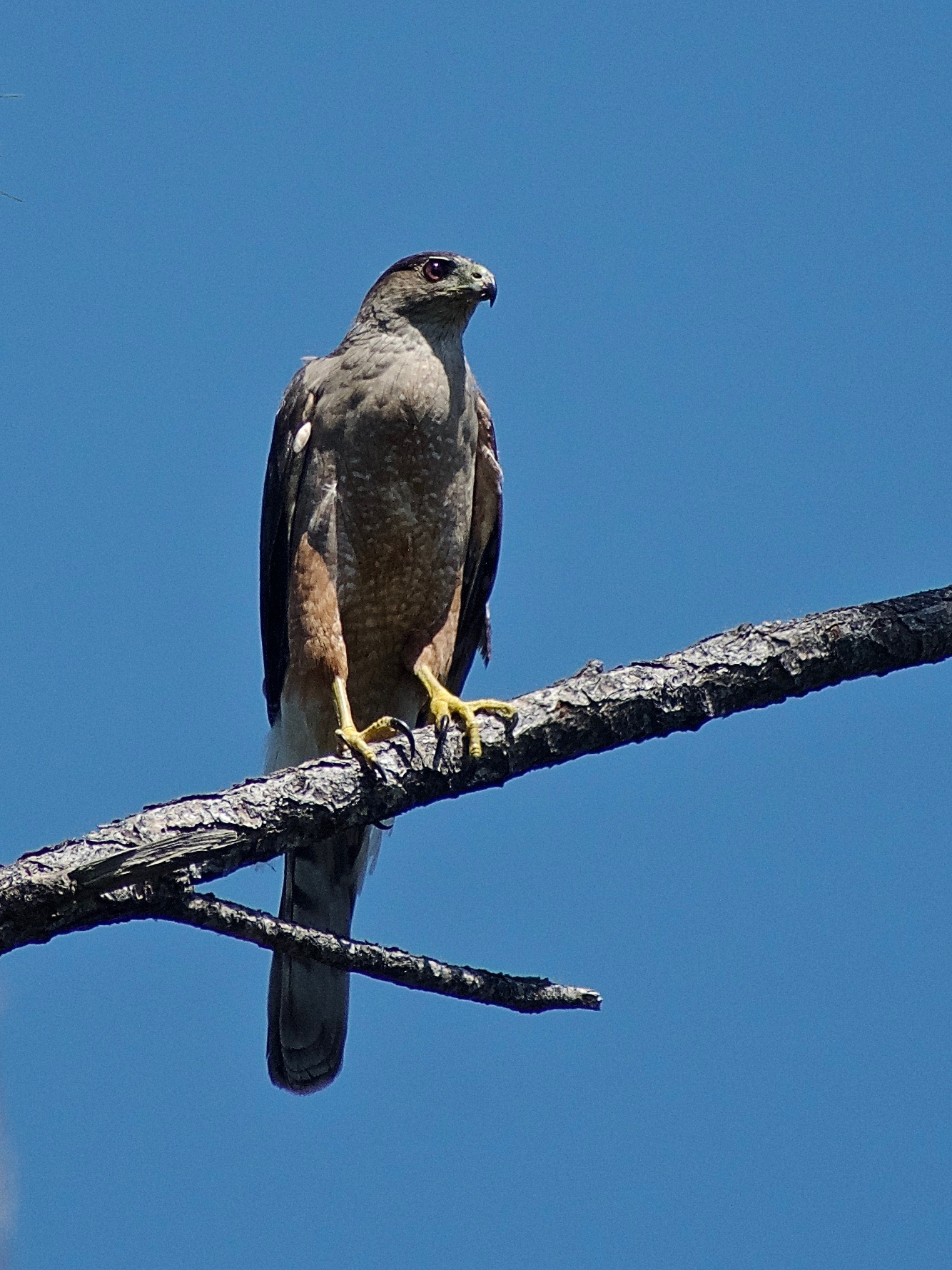
Kubahabicht

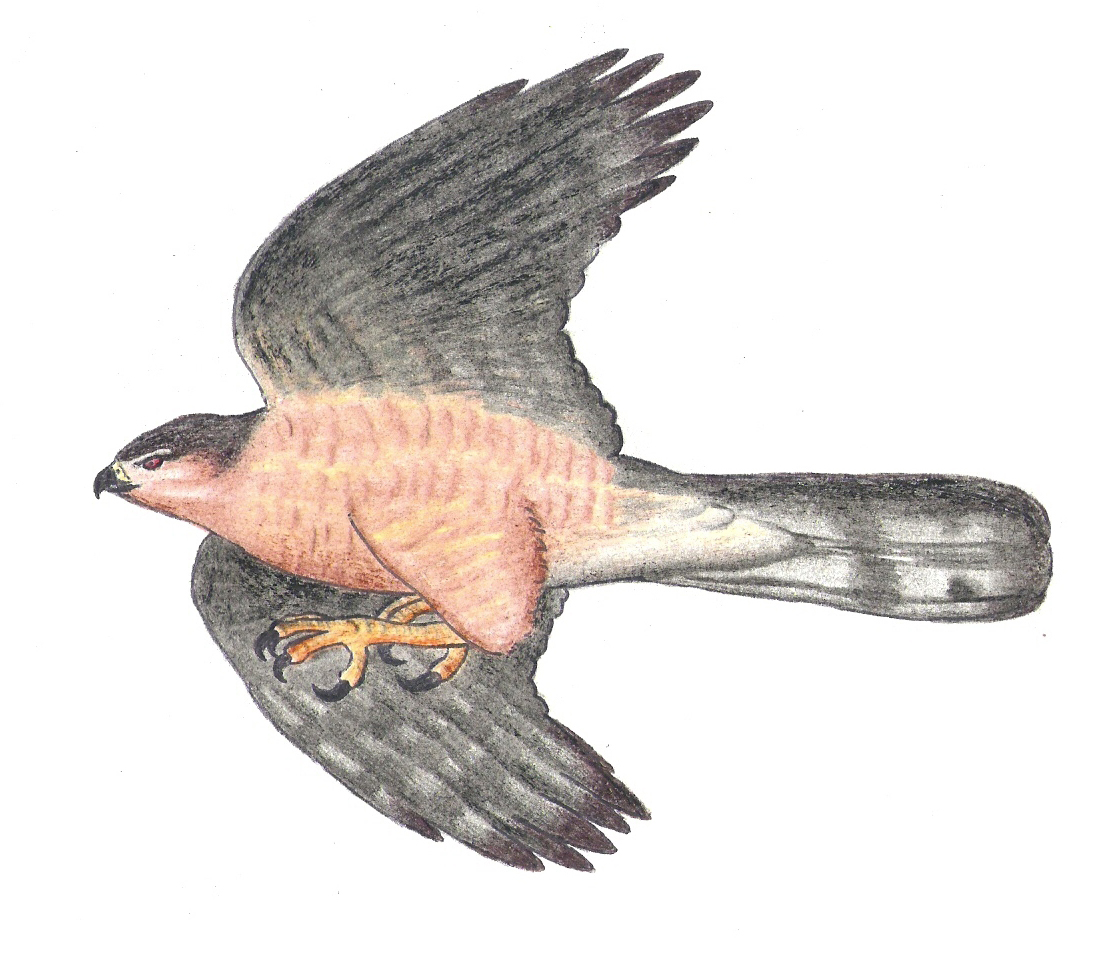
Kubahabicht im Flug, Zeichnung

Der Kubahabicht (Astur gundlachi, Synonym: Accipiter gundlachi), auch Gundlachsperber genannt, ist ein Greifvogel aus der Gattung Astur.
Er ist endemisch in Kuba.

Verbreitungsgebiet

Der Lebensraum umfasst Tiefwald, Waldränder, Galeriewald, auch tropischen Regenwald bis 1100 m Höhe.
Der Artzusatz bezieht sich auf Juan Gundlach.

## Merkmale
Dieser Vogel ist 40 bis 46 cm groß, das Weibchen wiegt um die 675 g, die Flügelspannweite beträgt 74 bis 84 cm.
Die Oberseite ist dunkelgrau, der Schwanz weist breite hell- und dunkelgraue Binden auf, der schwärzlich-graue Scheitel steht im Gegensatz zum blassen Schnabel. Die grau-weißen Flanken und die Unterschwanzdecken heben sich gegen die dunkelgrau gebänderte Unterseite und die Schenkel ab. Die Iris ist orange bis orange-rot, die Wachshaut ist grau, die Beine gelb.
Das Weibchen ist größer und hat einen längeren Schwanz.
Jungvögel sind auf der Oberseite dunkelbraun und haben braune bis schwärzliche Strichelung auf der Unterseite, gefleckte Flügelunterdecken, grünlich-gelbe Augen und blassere Beine.

## Geografische Variation
Es werden folgende Unterarten anerkannt:
- A. g. gundlachi Lawrence, 1860, Nominatform, – West- und Zentralkuba
- A. g. wileyi Carlos Wotzkow, 1991, – Ostkuba, etwas blasser am Rücken und grauer an Brust und Wangen, bei den Jungvögeln längere, dunklere Strichelung auf der Unterseite

## Stimme
Der Ruf wird als lautes "kek-kek-kek-kek-kek-kek-kek…." ähnlich dem des Rundschwanzsperbers (Accipiter cooperii) beschrieben.

## Lebensweise
Die Nahrung besteht wohl nahezu ausschließlich aus Vögeln.
Die Brutzeit liegt wohl zwischen Januar und April, das Nest wird hoch in einem Baum gebaut, meist dicht am Stamm und mehrere Jahre lang genutzt. Das Gelege besteht aus 3 bis 4 Eiern.

## Gefährdungssituation
Die Art gilt als stark gefährdet (Endangered) durch Habitatverlust.